# 悟世代
悟世代（日语：／ Satori-sedai */?），是日本的世代之一。一般這一用語多指「無慾望」的世代。「悟世代」雖無明確年份定義，但一般多指1980年代至1990年代出生的人，或1987年至2004年出生的人。2013年，該詞獲得新語、流行語大賞提名。
「悟世代」這一名詞最初起源於2010年代的青年人自追求物慾的煩惱中解脫，有如頓悟一般的氣質。博報堂青年研究所領導者原田曜平在2013年10月通過角川書店發行了同名書籍，使得這一名詞通過媒體廣為傳播，亦成為獲得2013年新語、流行語大賞提名的原因之一。

## 特徵
「悟世代」的主要特徵包括：沒有慾望、對戀愛沒興趣、不去旅行。這些人休息日多在自己家中度過，「拒絕浪費」、「不和合不來的人相處」傾向較高。
悟世代在出生前後經歷日本泡沫經濟崩潰，只知道經濟不景氣的日本。加上這一世代很早就開始接觸互聯網，因此信息量豐富，產生了避免不必要的努力和衝突，缺乏大的夢想和不切實際的希望，有著重視「合理性」的傾向。悟世代在購物方面偏好品質中高的產品，重視性價比。這一世代的青年人對參加志工的意欲較高，但消費慾和所有慾較低。因此有觀點認為悟世代是從消費社會至重視精神生活幸福感的社會的轉換期出現的摸索新價值的世代。原田曜平認為這些青年人的特徵出現在其他經濟發展已成熟的國家，並非僅限於日本。
但另一方面，據一份2013年的針對大學生進行的調查，只有25.3%的調查對象者知道「悟世代」一詞，非常了解「悟世代」一詞詞義的人則不到5%。另外，調查對象者中表示「對海外旅行有興趣」「容易浪費」的人也不在少數，並非消費特別少，物慾極低的世代。因此有觀點認為「悟世代」並非反映青年人自身的變化，而是現代社會變化在青年人行動上的體現。

## 統計

### 青年人消費傾向的變化
日本20-29歲及30-34歲人口的可支配收入中，消費支出所佔的比例。
| 年齡＼年 | 1984年 | 1989年 | 1994年 | 1999年 | 2004年 | 2009年 | 2014年 |
| -------- | ------ | ------ | ------ | ------ | ------ | ------ | ------ |
| 20-24歲  | 88.7   | 89.2   | 81.9   | 81.0   | 86.8   | 83.7   | 76.8   |
| 25-29歲  | 89.9   | 89.2   | 81.9   | 81.0   | 86.8   | 83.7   | 76.8   |
| 30-34歲  | 87.1   | 86.1   | 81.0   | 76.6   | 77.9   | 79.0   | 73.8   |

### 青年人年收入變遷
| 年齡＼年    | 1997年 | 1998年 | 1999年 | 2000年 | 2001年 | 2002年 | 2003年 | 2004年 | 2005年 | 2006年 | 2007年 | 2008年 | 2009年 | 2010年 | 2011年 | 2012年 |
| ----------- | ------ | ------ | ------ | ------ | ------ | ------ | ------ | ------ | ------ | ------ | ------ | ------ | ------ | ------ | ------ | ------ |
| 20-24歲男性 | 307    | 299    | 293    | 288    | 280    | 275    | 275    | 265    | 267    | 270    | 271    | 264    | 256    | 269    | 262    | 260    |
| 20-24歲女性 | 258    | 254    | 254    | 250    | 251    | 244    | 236    | 234    | 233    | 231    | 231    | 232    | 230    | 237    | 231    | 224    |
| 25-29歲男性 | 413    | 402    | 396    | 394    | 388    | 380    | 378    | 378    | 377    | 379    | 381    | 378    | 355    | 366    | 367    | 367    |
| 25-29歲女性 | 311    | 306    | 301    | 301    | 300    | 297    | 294    | 295    | 291    | 294    | 295    | 294    | 289    | 293    | 295    | 292    |

## 外部連結
- さとり世代とは - 新語時事用語辞典 Weblio辞書 （页面存档备份，存于）